# Teatro Profissional do Negro

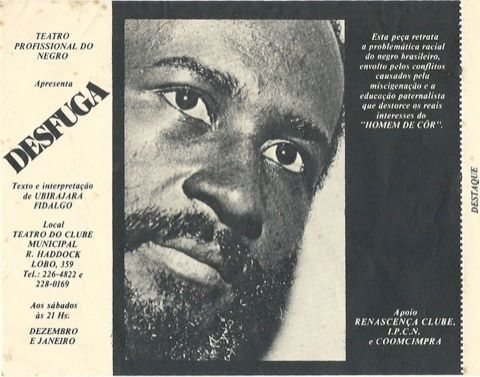
Cartaz de divulgação da peça Desfuga (1979)

O Teatro Profissional do Negro (TEPRON) foi um grupo teatral fundado na década de 1970 por Ubirajara Fidalgo - dramaturgo, ator e diretor - e por Alzira Fidalgo - produtora, figurinista e atriz - no Rio de Janeiro. A companhia surgiu com a proposta de promover a profissionalização de atores negros e criar a uma dramaturgia centrada na experiência afro-brasileira. 

## Histórico

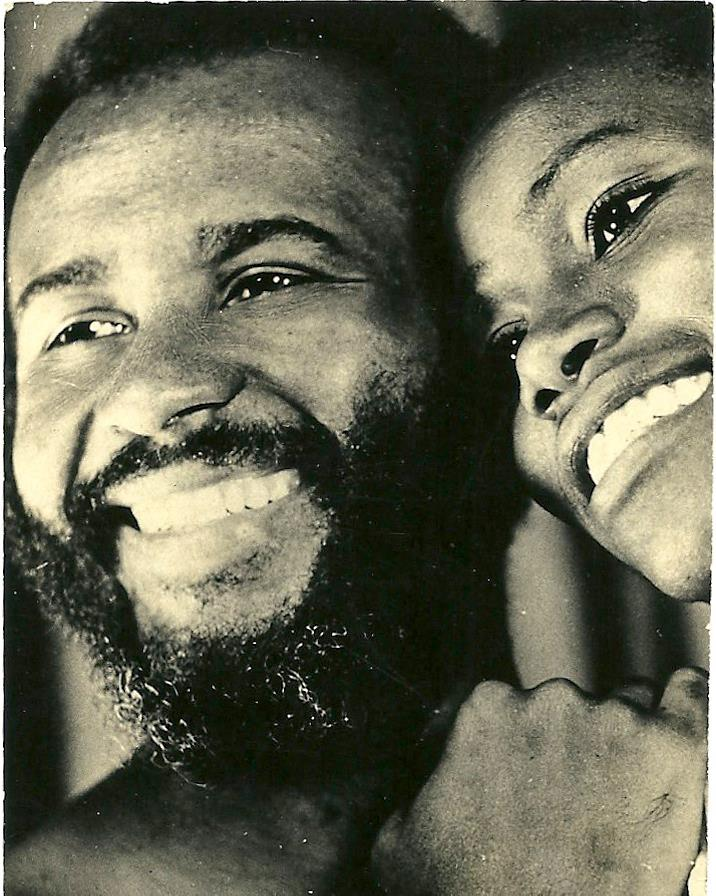
Ubirajara e Alzira Fidalgo, fundadores do Teatro Profissional do Negro

O TEPRON foi fundado no início da década de 1970, em um contexto de escassa presença negra nos palcos brasileiros e de intensa repressão política. O grupo surgiu da iniciativa dos artistas Ubirajara Fidalgo e Alzira Fidalgo, com o objetivo de criar um espaço de profissionalização do artista negro e de desenvolvimento de uma dramaturgia centrada na experiência afro-brasileira.
Ubirajara Fidalgo, além de ator e dramaturgo, foi ativista do movimento negro, tendo participado da fundação do Instituto de Pesquisas e Cultura Negra (IPCN) e da Associação Cultural de Apoio às Artes Negras (ACAAN), em parceria com figuras como Joel Rufino dos Santos.
O TEPRON adotava um discurso de profissionalização artística. As peças encenadas eram escritas pelo próprio Ubirajara Fidalgo, que acreditava que "a verdadeira base para o teatro negro é o texto".As montagens do grupo eram frequentemente seguidas de debates com o público, tratando de temas como racismo, homofobia, desigualdade de gênero e violência estrutural

## Obras encenadas

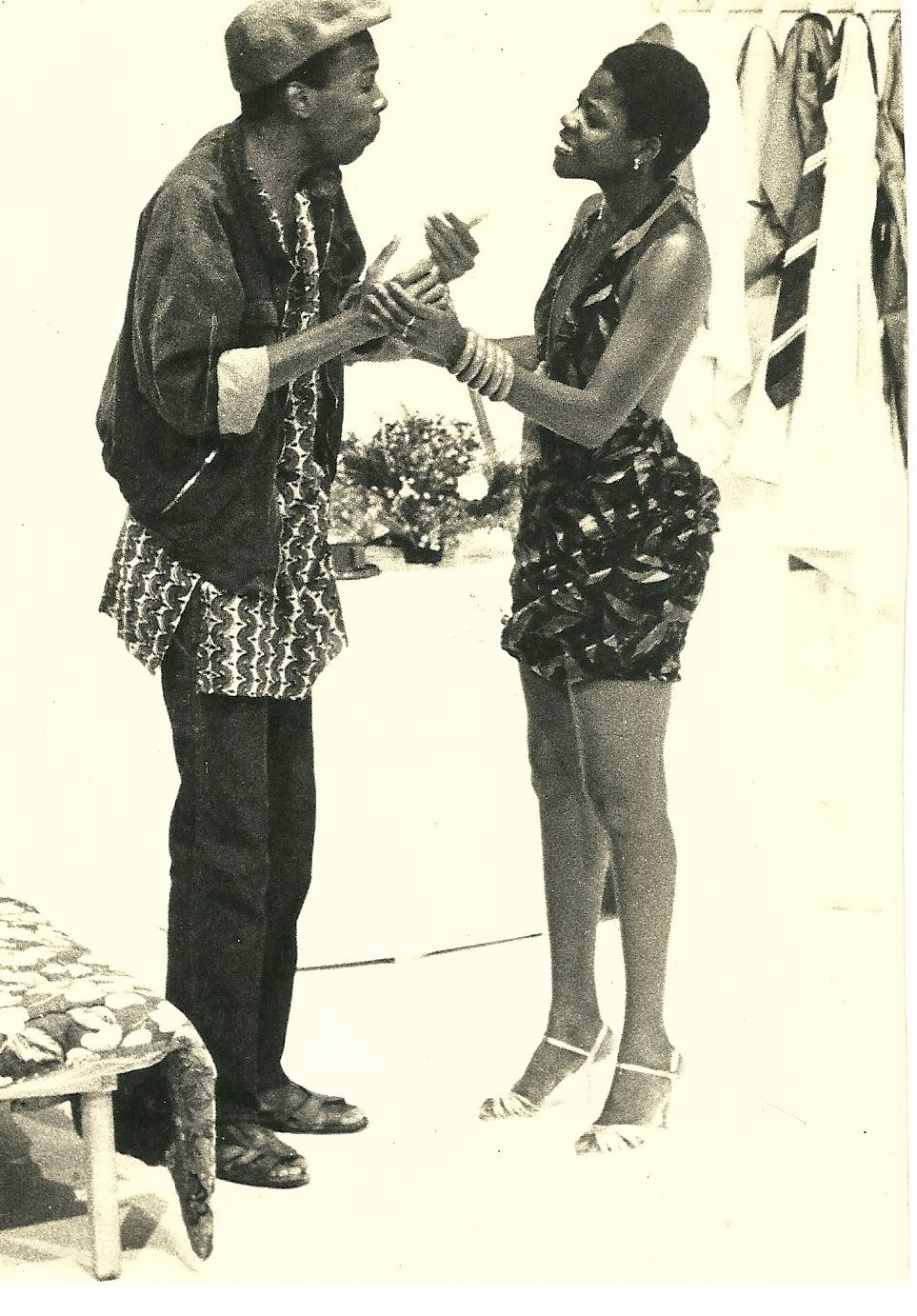
Thiago Justino e Valkiria Souza na primeira montagem da peça Tuti (1985), no Rio de Janeiro

As principais peças escritas e encenadas por Ubirajara Fidalgo no TEPRON incluem:
- Os Gazeteiros (1972)
- Boneca da Lapa (1978)
- Desfuga (1979)
- Fala pra eles, Elisabete (1980)
- Tuti (1985)

## Repercussão e legado
Apesar de sua importância para o teatro negro brasileiro, o TEPRON permanece relativamente pouco documentado. Durante décadas, seus trabalhos circularam de forma restrita, sendo raramente citados em histórias oficiais do teatro brasileiro.A crítica especializada da época reconheceu o vigor das peças e de seu elenco, formado majoritariamente por atores negros. 
O grupo contribuiu para a formação de novos atores negros, ampliou o debate sobre representatividade nos palcos e consolidou o teatro como ferramenta de militância política e educacional. Com o falecimento precoce de Ubirajara Fidalgo em 1986, o grupo encerrou suas atividades, mas sua memória vem sendo resgatada por familiares, artistas e pesquisadores.